# Temporada 2004 de Fórmula 3000 Internacional
La temporada 2004 de Fórmula 3000 Internacional fue la 20.º y última edición de dicha categoría. Comenzó el 24 de abril en Imola y finalizó en Monza el 11 de septiembre.
Vitantonio Liuzzi fue el ganador del Campeonato de Pilotos y Arden International se quedó con el Campeonato de Escuderías.

## Escuderías y pilotos
| Escudería           | N.º | Piloto                | Rondas |
| ------------------- | --- | --------------------- | ------ |
| Arden International | 1   | Vitantonio Liuzzi     | Todas  |
| Arden International | 2   | Robert Doornbos       | Todas  |
| CMS Performance     | 3   | José María López      | Todas  |
| CMS Performance     | 4   | Mathias Lauda         | Todas  |
| Durango Corse       | 5   | Yannick Schroeder     | 1-8    |
| Durango Corse       | 5   | Matteo Meneghello     | 9      |
| Durango Corse       | 5   | Michele Rugolo        | 10     |
| Durango Corse       | 6   | Rodrigo Ribeiro       | 1-4    |
| Durango Corse       | 6   | Ernesto Viso          | 5-10   |
| Coloni Motorsport   | 7   | Jeffrey van Hooydonk  | 1-4    |
| Coloni Motorsport   | 7   | Patrick Friesacher    | 5-10   |
| Coloni Motorsport   | 8   | Can Artam             | 1-5, 7 |
| Coloni Motorsport   | 8   | Chanoch Nissany       | 8-10   |
| Super Nova Racing   | 9   | Patrick Friesacher    | 1-4    |
| Super Nova Racing   | 9   | Jeffrey van Hooydonk  | 5-10   |
| Super Nova Racing   | 10  | Alan van der Merwe    | 1-7    |
| Super Nova Racing   | 10  | Can Artam             | 8-10   |
| Team Astromega      | 11  | Nico Verdonck         | 1-9    |
| Team Astromega      | 11  | Raffaele Giammaria    | 10     |
| Team Astromega      | 12  | Jan Heylen            | 1-4    |
| Team Astromega      | 12  | Olivier Tielemans     | 6-10   |
| BCN F3000           | 14  | Enrico Toccacelo      | Todas  |
| BCN F3000           | 15  | Esteban Guerrieri     | Todas  |
| Ma-Con Engineering  | 16  | Tomáš Enge            | Todas  |
| Ma-Con Engineering  | 17  | Tony Schmidt          | Todas  |
| AEZ Racing          | 18  | Raffaele Giammaria    | 1-8    |
| AEZ Racing          | 18  | Matteo Grassotto      | 9-10   |
| AEZ Racing          | 19  | Ferdinando Monfardini | Todas  |
| Fuente:             |     |                       |        |

## Calendario
| Ronda | Circuito                                     | País        | Fecha            |
| ----- | -------------------------------------------- | ----------- | ---------------- |
| 1     | Autodromo Enzo e Dino Ferrari, Imola         | Italia      | 24 de abril      |
| 2     | Circuito de Barcelona-Cataluña, Montmeló     | España      | 8 de mayo        |
| 3     | Circuito de Mónaco, Montecarlo               | Mónaco      | 22 de mayo       |
| 4     | Nürburgring, Nürburg                         | Alemania    | 29 de mayo       |
| 5     | Circuito de Nevers Magny-Cours, Magny-Cours  | Francia     | 3 de julio       |
| 6     | Circuito de Silverstone, Silverstone         | Reino Unido | 10 de julio      |
| 7     | Hockenheimring, Hockenheim                   | Alemania    | 24 de julio      |
| 8     | Hungaroring, Mogyoród                        | Hungría     | 14 de agosto     |
| 9     | Circuito de Spa-Francorchamps, Francorchamps | Bélgica     | 28 de agosto     |
| 10    | Autodromo Nazionale di Monza, Monza          | Italia      | 11 de septiembre |

## Resultados
| Ronda | Ronda             | Pole Position     | Vuelta rápida     | Piloto ganador     | Escudería ganadora  |
| ----- | ----------------- | ----------------- | ----------------- | ------------------ | ------------------- |
| 1     | Imola             | Vitantonio Liuzzi | José María López  | Vitantonio Liuzzi  | Arden International |
| 2     | Barcelona         | Enrico Toccacelo  | Vitantonio Liuzzi | Vitantonio Liuzzi  | Arden International |
| 3     | Montecarlo        | Vitantonio Liuzzi | Tomáš Enge        | Vitantonio Liuzzi  | Arden International |
| 4     | Nürburgring       | Vitantonio Liuzzi | José María López  | Enrico Toccacelo   | BCN F3000           |
| 5     | Magny-Cours       | Vitantonio Liuzzi | Vitantonio Liuzzi | Vitantonio Liuzzi  | Arden International |
| 6     | Silverstone       | Vitantonio Liuzzi | Tomáš Enge        | Vitantonio Liuzzi  | Arden International |
| 7     | Hockenheim        | Vitantonio Liuzzi | Enrico Toccacelo  | Vitantonio Liuzzi  | Arden International |
| 8     | Budapest          | Vitantonio Liuzzi | Tomáš Enge        | Patrick Friesacher | Coloni Motorsport   |
| 9     | Spa-Francorchamps | Vitantonio Liuzzi | Robert Doornbos   | Robert Doornbos    | Arden International |
| 10    | Monza             | Vitantonio Liuzzi | Vitantonio Liuzzi | Vitantonio Liuzzi  | Arden International |

Fuente: TeamDan.com.

## Clasificaciones

### Sistema de puntuación
| Posición | 1.º | 2.º | 3.º | 4.º | 5.º | 6.º | 7.º | 8.º |
| Puntos   | 10  | 8   | 6   | 5   | 4   | 3   | 2   | 1   |

### Campeonato de Pilotos
| Pos. | Piloto                | IMO | BAR | MON | NÜR | MAG | SIL | HOC | BUD | SPA | MNZ | Puntos |
| ---- | --------------------- | --- | --- | --- | --- | --- | --- | --- | --- | --- | --- | ------ |
| 1    | Vitantonio Liuzzi     | 1   | 1   | 1   | 11  | 1   | 1   | 1   | 2   | 2   | 1   | 86     |
| 2    | Enrico Toccacelo      | 2   | 2   | 2   | 1   | 12  | 2   | 2   | 3   | 12  | Ret | 56     |
| 3    | Robert Doornbos       | 3   | 14  | 6   | 2   | 5   | 10  | 4   | 7   | 1   | 3   | 44     |
| 4    | Tomáš Enge            | 5   | Ret | 14  | 7   | 2   | 3   | Ret | 4   | 4   | 2   | 38     |
| 5    | Patrick Friesacher    | 9   | 4   | 5   | Ret | 3   | 5   | DNS | 1   | 5   | Ret | 33     |
| 6    | José María López      | Ret | 6   | 3   | 5   | Ret | 4   | 6   | 8   | 3   | Ret | 28     |
| 7    | Esteban Guerrieri     | Ret | 5   | Ret | 4   | 6   | 15  | 3   | 5   | 7   | 5   | 28     |
| 8    | Raffaele Giammaria    | 4   | 3   | 4   | 6   | Ret | 6   | Ret | 10  |     | 4   | 27     |
| 9    | Yannick Schroeder     | 7   | Ret | 10  | 3   | 4   | 14  | Ret | Ret |     |     | 13     |
| 10   | Tony Schmidt          | 10  | DNQ | 11  | 14  | 7   | 7   | 5   | 11  | 6   | Ret | 11     |
| 11   | Jeffrey van Hooydonk  | 6   | Ret | 7   | 8   | 13  | Ret | 9   | 9   | 9   | 7   | 8      |
| 12   | Ernesto Viso          |     |     |     |     | 8   | 11  | 7   | 6   | 10  | 8   | 7      |
| 13   | Mathias Lauda         | 12  | 7   | Ret | 10  | Ret | 13  | Ret | Ret | 14  | 6   | 5      |
| 14   | Alan van der Merwe    | 8   | 12  | 9   | Ret | 9   | 8   | Ret |     |     |     | 2      |
| 15   | Nico Verdonck         | 15  | 9   | 12  | 12  | 11  | 12  | 8   | 12  | 11  |     | 1      |
| 16   | Jan Heylen            | 11  | 11  | 8   | 9   |     |     |     |     |     |     | 1      |
| 17   | Rodrigo Ribeiro       | 13  | 8   | Ret | 16  |     |     |     |     |     |     | 1      |
| 18   | Matteo Grassotto      |     |     |     |     |     |     |     |     | 8   | Ret | 1      |
| 19   | Can Artam             | Ret | 10  | Ret | 13  | Ret |     | 10  | 14  | 13  | 9   | 0      |
| 20   | Ferdinando Monfardini | 14  | 13  | 13  | 15  | 10  | 9   | Ret | 13  | 16  | 14  | 0      |
| 21   | Olivier Tielemans     |     |     |     |     |     | Ret | 12  | 15  | Ret | 11  | 0      |
| 22   | Chanoch Nissany       |     |     |     |     |     |     |     | Ret | Ret | 12  | 0      |
| 23   | Matteo Meneghello     |     |     |     |     |     |     |     |     | 15  |     | 0      |
| NC   | Michele Rugolo        |     |     |     |     |     |     |     |     |     | Ret | 0      |
| Pos. | Piloto                | IMO | BAR | MON | NÜR | MAG | SIL | HOC | BUD | SPA | MNZ | Puntos |

| Color     | Resultado                                                               |
| --------- | ----------------------------------------------------------------------- |
| Oro       | Ganador                                                                 |
| Plata     | 2.ª plaza                                                               |
| Bronce    | 3.ª plaza                                                               |
| Verde     | Finalizó en los puntos                                                  |
| Azul      | Finalizó sin puntos                                                     |
| Azul      | NC - No clasificado                                                     |
| Violeta   | Ret - No terminó (Carrera)                                              |
| Rojo      | DNQ - No se clasificó                                                   |
| Negro     | DSQ - Descalificado                                                     |
| Blanco    | DNS - No empezó (carrera)                                               |
| Blanco    | WD - Retirado (fin de semana)                                           |
| Blanco    | C - Carrera cancelada                                                   |
| Sin color | DNP - Inscrito pero no participó                                        |
| Sin color | INJ - Lesionado                                                         |
| Sin color | EX - Excluido                                                           |
| Estado    | Resultado                                                               |
| Negrita   | Pole position                                                           |
| Cursiva   | Vuelta rápida                                                           |
| †         | Abandona, pero clasifica al completar el porcentaje requerido para ello |

Fuente: FIA.

### Campeonato de Escuderías
| Pos. | Escudería           | N.º | IMO | BAR | MON | NÜR | MAG | SIL | HOC | BUD | SPA | MNZ | Puntos |
| ---- | ------------------- | --- | --- | --- | --- | --- | --- | --- | --- | --- | --- | --- | ------ |
| 1    | Arden International | 1   | 1   | 1   | 1   | 11  | 1   | 1   | 1   | 2   | 2   | 1   | 130    |
| 1    | Arden International | 2   | 3   | 14  | 6   | 2   | 5   | 10  | 4   | 7   | 1   | 3   | 130    |
| 2    | BCN F3000           | 14  | 2   | 2   | 2   | 1   | 12  | 2   | 2   | 3   | 12  | Ret | 84     |
| 2    | BCN F3000           | 15  | Ret | 5   | Ret | 4   | 6   | 15  | 3   | 5   | 7   | 5   | 84     |
| 3    | Ma-Con Engineering  | 16  | 5   | Ret | 14  | 7   | 2   | 3   | Ret | 4   | 4   | 2   | 49     |
| 3    | Ma-Con Engineering  | 17  | 10  | DNQ | 11  | 14  | 7   | 7   | 5   | 11  | 6   | Ret | 49     |
| 4    | CMS Performance     | 3   | Ret | 6   | 3   | 5   | Ret | 4   | 6   | 8   | 3   | Ret | 33     |
| 4    | CMS Performance     | 4   | 12  | 7   | Ret | 10  | Ret | 13  | Ret | Ret | 14  | 6   | 33     |
| 5    | Coloni Motorsport   | 7   | 6   | Ret | 7   | 8   | 3   | 5   | DNS | 1   | 5   | Ret | 30     |
| 5    | Coloni Motorsport   | 8   | Ret | 10  | Ret | 13  | Ret |     | 10  | Ret | Ret | 12  | 30     |
| 6    | AEZ Racing          | 18  | 4   | 3   | 4   | 6   | Ret | 6   | Ret | 10  | 8   | Ret | 23     |
| 6    | AEZ Racing          | 19  | 14  | 13  | 13  | 15  | 10  | 9   | Ret | 13  | 16  | 14  | 23     |
| 7    | Durango Corse       | 5   | 7   | Ret | 10  | 3   | 4   | 14  | Ret | Ret | 15  | Ret | 21     |
| 7    | Durango Corse       | 6   | 13  | 8   | Ret | 16  | 8   | 11  | 7   | 6   | 10  | 8   | 21     |
| 8    | Super Nova Racing   | 9   | 9   | 4   | 5   | Ret | 13  | Ret | 9   | 9   | 9   | 7   | 13     |
| 8    | Super Nova Racing   | 10  | 8   | 12  | 9   | Ret | 9   | 8   | Ret | 14  | 13  | 9   | 13     |
| 9    | Team Astromega      | 11  | 15  | 9   | 12  | 12  | 11  | 12  | 8   | 12  | 11  | 4   | 7      |
| 9    | Team Astromega      | 12  | 11  | 11  | 8   | 9   |     | Ret | 12  | 15  | Ret | 11  | 7      |
| Pos. | Escudería           | N.º | IMO | BAR | MON | NÜR | MAG | SIL | HOC | BUD | SPA | MNZ | Puntos |

| Color     | Resultado                                                               |
| --------- | ----------------------------------------------------------------------- |
| Oro       | Ganador                                                                 |
| Plata     | 2.ª plaza                                                               |
| Bronce    | 3.ª plaza                                                               |
| Verde     | Finalizó en los puntos                                                  |
| Azul      | Finalizó sin puntos                                                     |
| Azul      | NC - No clasificado                                                     |
| Violeta   | Ret - No terminó (Carrera)                                              |
| Rojo      | DNQ - No se clasificó                                                   |
| Negro     | DSQ - Descalificado                                                     |
| Blanco    | DNS - No empezó (carrera)                                               |
| Blanco    | WD - Retirado (fin de semana)                                           |
| Blanco    | C - Carrera cancelada                                                   |
| Sin color | DNP - Inscrito pero no participó                                        |
| Sin color | INJ - Lesionado                                                         |
| Sin color | EX - Excluido                                                           |
| Estado    | Resultado                                                               |
| Negrita   | Pole position                                                           |
| Cursiva   | Vuelta rápida                                                           |
| †         | Abandona, pero clasifica al completar el porcentaje requerido para ello |

Fuente: FIA.

### Citas
1. ↑  «Liuzzi is 2004 champion». MotorSm.com (en inglés). Archivado desde el original el 2 de julio de 2011. Consultado el 1 de abril de 2020.
2. ↑  «FIA Formula 3000 Int. Championship - 2004: Entrylist». SpeedSport-Magazine.com (en inglés). Consultado el 1 de abril de 2020.
3. ↑  «2004 Formula 3000 International Championship». TeamDan.com (en inglés). Archivado desde el original el 4 de junio de 2012. Consultado el 1 de abril de 2020.
4. 1 2  «2004 F3000 Classification». Fédération Internationale de l'Automobile (en inglés). Archivado desde el original el 18 de abril de 2010. Consultado el 1 de abril de 2020.

- Datos: Q927917